# István Bilek
István Bilek (11 de agosto de 1932 – 20 de marzo de 2010) fue un gran maestro de ajedrez húngaro.

## Biografía
Bilek fue campeón húngaro en tres ocasiones (1963, 1965 y 1970), y jugó en los interzonales en 1962 y 1964. Sus torneos más exitosos fueron los de Balatonfüred (1960), Salgótarján (1967) y Debrecen (1970), resultando ganador en los tres.
Bilek jugó en el equipo húngaro en nueve Olimpiadas de ajedrez (entre 1958 y 1974), ganando tres medallas individuales: plata en 1962, bronce en 1966, y plata en 1972.
Bilek recibió el título de maestro internacional en 1958 y el de gran maestro en 1962.